# Pato Branco Esporte Clube
O Pato Branco Esporte Clube (conhecido como Pato Branco ou ainda Pato e cujo acrônimo é PBEC) é um clube de futebol brasileiro, sediado na cidade de Pato Branco, no estado do Paraná. Suas cores são o Verde, Vermelho e Branco, a equipe manda seus jogos no Estádio Os Pioneiros, com capacidade para 1500 pessoas.
Em 2015 disputou a segunda divisão de acesso do PR depois de ser vice-campeão da Terceira, em 2014 onde perdeu nos pênaltis numa final contra o Andraus Brasil. Onde dirigentes do Andraus pressionaram a arbitragem até arrumarem o resultado para o time da casa e ainda bateram no pai goleiro do Pato que acabou sendo expulso por tentar defender seu pai.

## História
O clube foi criado em 5 de novembro de 1979, após uma fusão entre Internacional Esporte Clube (Pato Branco) e a Sociedade Esportiva Palmeiras (Pato Branco), ambos agremiações futebolísticas, herdando assim as cores e o patrimônio das duas instituições. Sua primeira temporada profissional foi no Paranaense de 1980, onde foi rebaixado. Posteriormente, em 1981, obtém o título de Campeão Paranaense da Segunda Divisão. Seguiu na elite do futebol do estado, nos certames de 1982, 1983, 1984 e 1985, quando descende. Dentre esses anos obteve boas campanhas como as de 1983 e 1984, figurando na oitava e nona colocação respectivamente. Já em 1986, se sagra bicampeão da Segunda Divisão. Após a conquista, se consolida, definitivamente, como uma das mais agremiações equipes do Paraná, participando da principal divisão do estadual por seis anos seguidos. Porém, a partir de 1993, o Pato viveu o período mais incerto de sua história, já que depois da queda no Parananense, encerrou suas atividades, sendo que o retorno veio apenas em 1998, pela Segundona, onde acabou eliminado logo na primeira fase. Posteriormente, depois de disputar apenas duas competições na década de 90, conquista há Terceirona em 2009 com o técnico Pedro Paulo Alves encerrando um jejum de 23 anos sem títulos. O triunfo renovava a esperança dos torcedores, porém na Divisão de Acesso 2010 amarga novamente o rebaixamento, sendo que sua volta a disputas oficiais, ocorreu somente em 2012, quando não obteve sucesso na busca pelo acesso. Em 2014  foi vice-campeão da Terceirona. Se licenciou em 2017.[carece de fontes?]

## Barra do Pato
Na temporada de 2014, um grupo de jovens se juntaram e criaram a Barra do Pato. Estes jovens buscavam ter em Pato Branco uma torcida que apoiasse e cantasse para a equipe durante todo o decorrer do jogo, ganhando ou perdendo. Ao contrário das torcidas organizadas a Barra do Pato não possui uniformes próprios e nem estrutura hierárquica. O único e simples objetivo da barra é apoiar o Pato Branco EC incondicionalmente o jogo inteiro, não possui patrocínio e todos os materiais são adquiridos através de doações e do próprio bolso dos seus torcedores.

## Títulos

### Estaduais
- Divisão de Acesso Paranaense: 2 (1981 e 1986)
- Terceira Divisão Paranaense: 1 (2009)

## Rankings
- Ranking da Federação Paranaense de Futebol de 2010[carece de fontes?]
- Posição: 56º
- Pontuação: 10 pontos
- Participação: 10 vezes

Ranking criado pela Federação Paranaense de Futebol que pontua todos os times do Paraná.